# 무역과 생산량의 관계

2017년 무역 개방도.

무역과 생산량의 관계에 대해 설명한다.

## 개요
GDP에 대한 무역 비율은 한 나라의 경제에서 국제 무역의 상대적 중요성을 보여 주는 지표이다. 이는 일정 기간 동안 수입과 수출의 총 가치를 같은 기간의 국내 총생산으로 나누어 계산한다. 비율이라고 불리지만, 그것은 대개 백분율로 표현됩니다. :63 이는 한 나라가 국제 무역에 대해 개방하는 척도로 사용되고 있으며, 이를 무역 개방률이라고도 한다. 그것은 아마도 경제의 세계화 정도를 보여 주는 지표로 보여질 것이다.:64
다른 요인들은 제쳐 두고, GDP대비 무역 비율은 경제 규모가 큰 나라들과 일본과 미국 같은 인구 수가 큰 나라들에서 낮은 경향이 있으며, 작은 경제에서 더 높은 가치를 지닌다.:63 싱가포르는 2008년과 2011년 사이에 평균 약 400%의 무역-GDP비율로 가장 높다.:vii
전 세계적인 GDP대비 무역 비율은 1995년 불과 20%에서 2014년에는 약 30%로 증가했다.:17